# Bodåker och Norrbo
Bodåker och Norrbo är två byar väster om Bollnäs i Bollnäs socken. SCB har för bebyggelsen i Bodåker och en del av Norrby avgränsat, definierat och namnsatt denna småort i Bollnäs kommun, Gävleborgs län.